# Carmenta xanthomelanina
Carmenta xanthomelanina is een vlinder uit de familie wespvlinders (Sesiidae), onderfamilie Sesiinae.
Carmenta xanthomelanina is voor het eerst wetenschappelijk beschreven door Zukowsky in 1936. De soort komt voor in het Neotropisch gebied.